# La Ciénaga
La Ciénaga és una pel·lícula dramàtica de 2001, escrita i dirigida per Lucrecia Martel. És una coproducció entre l'Argentina, Espanya i França. La producció executiva està composta per Ana Aizenberg, Diego Guebel, Mario Pergolini, i la producció a càrrec de Lita Stantic. Compta amb la participació de Graciela Borges, Mercedes Morán, Martín Adjemián i Daniel Valenzuela en los papeles principales.
La trama de la pel·lícula es desenvolupa en el Nord-oest argentí i tracta sobre dues famílies que posseeixen primes com a parentiu: una de classe mitjana i l'altra de productors rurals ben posicionats econòmicament, encara que en decadència. Ha rebut crítiques positives, específicament la direcció de Martel i la interpretació de Borges. Va obtenir vuit nominaicones per part de l'Asociación de Cronistas Cinematográficos de la Argentina i va ser guardonada en el Festival Internacional del Nou Cinema Llatinoamericà de l'Havana, Festival de Cinema de Berlín, etcètera.
En 2022,, La Ciénaga va obtenir el primer lloc a l’"Enquesta de cinema argentí", sent votada com la millor pel·lícula argentina de tots els temps per àmplia diferència.

## Argument
A la ciutat de La Ciénaga (Salta) hi viu Tali (Mercedes Morán) i el seu marit Rafael (Daniel Valenzuela), que tenen quatre fills petits. A uns noranta quilòmetres es troba la finca La Mandrágora, on es cullen i assequen pebrots vermells, i on passa l'estiu la seva primera Mecha (Graciela Borges), una dona en la cinquantena, al costat del seu marit Gregorio (Martín Adjemián) i els seus quatre fills adolescents. José (Juan Cruz Bordeu), el gran dels fills de Mecha, viu a Buenos Aires amb Mercedes (Silvia Baylé), que és la seva companya de treball i alhora la seva xicota. Molts anys abans Mercedes havia estat amant de Gregorio, marit de Mecha i pare de José. Mercedes havia estat també companya de facultat de Mecha i de Tali.
Mecha està obsessionada per aquesta altra dona que porta el seu nom i que es fica al llit amb els seus homes, així com Tali també està obsessionada per la seva inferioritat social respecte de Mecha.

## Repartiment
- Graciela Borges com a «Mecha»;
- Mercedes Morán com a «Tali»;
- Martín Adjemián com a «Gregorio»;
- Daniel Valenzuela com a «Rafael»;
- Leonora Balcarce com a «Verónica»;
- Silvia Baylé com a «Mercedes»;
- Sofía Bertolotto com a «Momi»;
- Juan Cruz Bordeu com a «José»;
- Noelia Bravo Herrera com a «Agustina»;
- María Micol Ellero com a «Mariana»;
- Andrea López com a «Isabel»;
- Sebastián Montagna com a «Luciano»;
- Franco Veneranda com a «Martín»;
- Fabio Villafane com a «Perro»;
- Diego Baenas com a «Joaquín».

## Producció

### Guió
Como diu la mateixia Martel sobre La Ciénaga: ““La pel·lícula té a veure amb les complexes relacions d'un grup familiar”.
A la cineasta argentina no li interessa que la història tingui un final clar, ni tampoc tracta de no deixar caps per lligar en la història. En efecte, Lucrecia procura eliminar qualsevol tipus d'explicació, ja sigui d'índole psicològica o sociològica.
Això de deixar la història inconclusa, és a dir, el final obert, és també una semblança que té el film argentí amb el cinema modern.
En el guió de La Ciénaga, molt rigorós en la seva composició, es presenten diversos personatges i, si la història comença girant al voltant de les relacions que entaulen Mecha i la seva filla Momi, acaba orientant-se cap a Tali primer, i cap a Jose després per a, finalment, concentrar-se en Luciano, el fill de Tali, que mor en caure de l'escala. A diferència del cinema modern, que presentava una història i la desenvolupava (fins i tot en les seves variants més transgressores), el cinema actual sol llançar, des de l'inici, innombrables relats potencials, dels quals acaba triant un o dos. Això explica que les trames siguin errants i la sensació que les pel·lícules poden derivar cap a qualsevol dels seus personatges.

### Càsting
Per a trobar als nens actors per a la pel·lícula, Martel va realitzar 2.400 audicions, 1.600 de les quals va gravar en vídeo en un garatge prop de la seva casa en Salta, nord-oest de l'Argentina.
Sobre el càsting dels personatges principals Mecha i Tali, Martel diu que “a Salta no vaig trobar el que buscava i, en canvi, vaig veure un programa de televisió que em va mostrar una amiga que sabia el que buscava. Graciela Borges hi estava i em vaig adonar que havia trobat el meu personatge. Mercedes Morán va ser més difícil perquè algú que jo tenia molt en ment va inspirar aquest personatge. A més, el personatge de Mercedes a Gasoleros (telenovel·la) em va distreure, pel llenguatge naturalista que té la televisió, que és el menys natural del món. Però la vaig veure en algun moment d'una revista, en unes fotografies que li havien fet amb la seva filla, de vacances, i aquí, lluny del personatge de Gasoleros, em vaig adonar que era única per a la meva pel·lícula, com Lita Stantic ja havia suggerit."

### Localització
La pel·lícula es va rodar íntegrament en Salta, la ciutat natal de Lucrecia Martel.

### Rodatge
“En la pel·lícula -recorda Martel en una entrevista amb Diari La Nación - no va haver-hi cap improvisació. Quan està instal·lat el naturalisme en els actors és molt difícil treure'l després. Per això, haig d'agrair l'enorme professionalisme de l'elenc, que va acceptar ajustar-se puntualment al guió i va respectar paraula per paraula el que jo havia escrit o les modificacions que vaig anar introduint durant el rodatge”. Per la directora, el rodatge va tenir un clima de diversió permanent gràcies al sentit de l'humor i la vitalitat, sobretot, de Graciela Borges. Per a Borges no va ser difícil treballar amb una directora debutant: “Actuar és un joc sagrat, no importa amb qui sigui. Primer vaig llegir deu pàgines del guió, vaig parar, vaig anar a veure el curt Rey muerto i, quan vaig reprendre la lectura, ja estava convençuda que estàvem davant d'un projecte molt interessant".

## Distribució
La pel·lícula va ser presentada per primera vegada al Festival Internacional de Cinema de Berlín el 8 de febrer de 2001. Es va estrenar a l'Argentina un mes més tard, el 8 de març de 2001 al Festival Internacional de Cinema de Mar del Plata, mentre que en el circuit de cinemes es va exhibir des del 12 d'abril de 2001.
També es va projectar en diversos esdeveniments de cinema, incloent: el Festival Internacional de Cinema de Karlovy Vary, al Festival Internacional de Cinema de Toronto, el Festival de Cinema de Nova York, el Festival Internacional de Cinema de Varsòvia, Festival Internacional de Cinema de Rotterdam, el Festival Internacional Titanic Filmpresence d'Hongria, el Festival Internacional de Cinema d'Adelaide, el Festival Internacional de Cinema de l'Uruguai, i el Festival Internacional del Nou Cinema Llatinoamericà de l'Havana.
També la hi dona com a filmografia obligatòria per a l'examen d'ingrés de la ENERC (Escola Nacional d'Experimentació i Realització Cinematogràfica).

## Recepció

### Crítica
La Ciénaga, que d'alguna manera anticipava el malestar i la degradació social prèvia a l'esclat de fins de 2001, va impactar de manera molt profunda als qui van formar part d'aquella experiència. “La Ciénaga va ser, per a mi i crec que per a tots aquells que participem des de qualsevol rol artístic i tècnic, una experiència que ens va modificar. És una cosa que sempre parlem amb les persones que filmem amb Lucrecia: treballar amb ella et canvia, mai sortiu igual”, va dir l'actriu Mercedes Morán en diàleg amb La Nación.
En declaracions recents, la productora Lita Stantic va confessar que “amb La Ciénaga em va passar una cosa molt especial. Em vaig adonar de què era mentre s'estava filmant. En realitat, quan vaig llegir el guió vaig pensar que era Txèkhov. I no era Txèkhov. Va ser una pel·lícula fonamental en aquesta època perquè mostrava, d'alguna manera, la decadència de la classe mitjana. I la veritat és que està meravellosament filmada i actuada. Va ser la millor pel·lícula de Lucrecia, i això que va fer unes quantes molt bones. Li vaig demanar que em donés el llibre perquè sabia que tenia un guió i el seu curt d'Històries breus m'havia agradat molt. La veritat és que va ser una bella experiència. No sé si Lucrecia li ho va proposar, però és una pel·lícula política pel que mostra. És un film molt especial”. Per a la productora, la importància de la pel·lícula va radicar també en el fet que, fins a aquest moment, el cinema argentí era en essència “porteny, blanc, masculí i moralista”.
L'autor Eduardo Guillot Hevia va comentar en el llibre "Un lugar en el mundo"; es pot dir que “La Ciénaga” és una pel·lícula delicada. És un objecte preciós dins del cinema local i un material fràgil que mereix cuidar-se. Aquesta delicadesa i fragilitat estan donades per l'inusual i audaç atreviment de passar per alt el bastó de la peripècia per a intentar anar més enllà, cap a algun lloc recòndit que, malgrat estar habitat per rates africanes, verges misterioses i pantans profunds, és tan recognoscible com pròxim i personal.
L’agregador de ressenyes Rotten Tomatoes informa que el 88% dels crítics li van fer a la pel·lícula una ressenya positiva, basada en 43 ressenyes, amb una qualificació mitjana de 6.90/10. El consens del lloc afirma: "Densa però impressionantment enfocada, La Ciénaga és una mirada inquietant a la insatisfacció domèstica, i una poderosa targeta de presentació per a la guionista i directora debutant Lucrecia Martel". A Metacritic, té un 75 sobre 100, basat en 18 ressenyes, la qual cosa indica "crítiques generalment positives".
Quan la pel·lícula es va estrenar a la ciutat de Nova York, Amy Taubin de The Village Voice va escriure: " La Ciénaga de Lucrecia Martel és una veritable tragicomèdia de Txèkhov sobre la vida provinciana. Amb un debut brillant, Martel construeix la seva narrativa a partir d'incidents quotidians, innombrables anades i vingudes, i una cacofonia de veus que competeixen per l'atenció... [e]n una òpera prima que està assegurada en tots els aspectes, la direcció de Martel dels membres més joves del seu elenc és particularment notable".
Segons el agregador de ressenyes They Shoot Pictures, Don't They, és la 76a pel·lícula més aclamada des de 2000.

### Reconeixements
| País         | Premio/Festival                                                  | Categoria                            | Nominat/a                                                       | Resultat    |
| ------------ | ---------------------------------------------------------------- | ------------------------------------ | --------------------------------------------------------------- | ----------- |
| Alemanya     | 51è Festival Internacional de Cinema de Berlín                   | Premi Alfred Bauer                   | Lucrecia Martel                                                 | Guanyadora  |
| Alemanya     | 51è Festival Internacional de Cinema de Berlín                   | Os d'Or                              | Lucrecia Martel                                                 | Nominada    |
| Estats Units | Festival Internacional de Cinema de Chicago                      | Gran Premi Goldrn Hugo               | Lucrecia Martel                                                 | Nominada    |
| Argentina    | Asociación de Cronistas Cinematográficos de la Argentina         | Millor pel·lícula                    | Lucrecia Martel                                                 | Nominada    |
| Argentina    | Asociación de Cronistas Cinematográficos de la Argentina         | Millor Opera Prima                   | Lucrecia Martel                                                 | Guanyadora  |
| Argentina    | Asociación de Cronistas Cinematográficos de la Argentina         | Millor Director                      | Lucrecia Martel                                                 | Nominada    |
| Argentina    | Asociación de Cronistas Cinematográficos de la Argentina         | Millor Actriu                        | Graciela Borges                                                 | Guanyadora  |
| Argentina    | Asociación de Cronistas Cinematográficos de la Argentina         | Millor Actriu de Repartiment         | Mercedes Morán                                                  | Nominada    |
| Argentina    | Asociación de Cronistas Cinematográficos de la Argentina         | Millor Guió Original                 | Lucrecia Martel                                                 | Nominada    |
| Argentina    | Asociación de Cronistas Cinematográficos de la Argentina         | Millor Fotografia                    | Hugo Colace                                                     | Guanyador   |
| Argentina    | Asociación de Cronistas Cinematográficos de la Argentina         | Millor Direcció Artística            | Graciela Oderigo                                                | Nominada    |
| Argentina    | Premis Clarín                                                    | Millor Director                      | Lucrecia Martel                                                 | Guanyadora  |
| Argentina    | Premis Clarín                                                    | Millor Actriz                        | Graciela Borges                                                 | Guanyadora  |
| Cuba         | Festival Internacional del Nou Cinema Llatinoamericà de l'Havana | Premi Gran Coral                     | Lucrecia Martel                                                 | Guanyadora  |
| Cuba         | Festival Internacional del Nou Cinema Llatinoamericà de l'Havana | Millor Direcció                      | Lucrecia Martel                                                 | Guanyadora  |
| Cuba         | Festival Internacional del Nou Cinema Llatinoamericà de l'Havana | Millor Actriu                        | Graciela Borges                                                 | Guanyadora  |
| Cuba         | Festival Internacional del Nou Cinema Llatinoamericà de l'Havana | Millor So                            | Hervé Guyader Emmanuel Croset Guido Berenblum Adrián De Michele | Guanyadores |
| Estats Units | Festival de Cinema de Sundance                                   | NHK Award                            | Lucrecia Martel                                                 | Guanyadora  |
| França       | Festival de Cinema Llatinoamericà de Tolosa de Llenguadoc        | Grand Prix                           | Lucrecia Martel                                                 | Guanyadora  |
| França       | Festival de Cinema Llatinoamericà de Tolosa de Llenguadoc        | Premi Discovery                      | Lucrecia Martel                                                 | Guanyadora  |
| Uruguai      | Premis Asociación Uruguaya de Críticos de Cine                   | Millor pel·lícula Llatinoamericana   | Lucrecia Martel                                                 | Guanyadora  |
| Uruguai      | Festival Internacional de Cinema de l'Uruguai                    | Millor Opera Prima – Menció Especial | Lucrecia Martel                                                 | Guanyadora  |

## Anàlisi
La pel·lícula pertany als films de la Nouvelle Vague, produccions de baix cost. Utilitzaven càmeres lleugeres que els permetia moure-les com volguessin. Eren films fets gairebé sempre amb il·luminació natural, en espais reals i amb la càmera a l'espatlla. Així els films entren en un gènere gairebé documental, amb preses de llarga durada i despreocupades.
Tot ho fracciona, tot ho divideix. L'ús d'aquestes tècniques de realització audiovisual és el que li permet a la realitzadora crear un món elaborat que fa al·lusió a un laberint (molt a l'estil de Stanley Kubrick).
La càmera va d'habitació en habitació, recorrent els passadissos i racons de la casa, tractant sempre d'evitar sortir a l'exterior. Martel crea així un laberint en del qual els personatges, per raons inexplicables, no poden sortir. Li dona a l'espai una força gairebé gravitacional enfront de les persones que ho viuen. El que prima al cinema de Lucrecia Martel és la irradiació d'objectes i personatges dins del pla, la qual cosa permet endinsar-se en una atmosfera asfixiant que, d'una certa manera, reflecteix el tancament físic i psicològic que sofreixen els personatges. Un clar exemple d'això és l'escena del film del ball del carnestoltes. En la seqüència del ball, el muntatge fragmentat i la càmera en mà recreen un espai que semblés superpoblat. És aquí on l'atmosfera de tensió, perill i violència del lloc es fan realment tangibles.
L'espectador en cap moment és omniscient. La directora li impedeix tenir una visió panòptica, negant-li una resposta als seus interrogants, sigui perquè es comparteix la ignorància amb el personatge (el cas de l'escena que Momi espia a Isabel), o perquè el col·loca en una posició d'inferioritat respecte al saber del personatge. Tot això explica que les seves pel·lícules no tinguin un veritable desenllaç en el sentit clàssic de la paraula.